# ۱۴ نوامبر
۱۴ نوامبر در تقویم گرگوری، سیصدوهجدهمین (در سال‌های کبیسه سیصدونوزدهمین) روز سال است. ۴۷ روز تا پایان سال باقی است.

## رویدادها
- ۱۵۱۵ - کشور اکوادور در آمریکای جنوبی کشف شد.
- ۱۵۴۱ - کانزاس، ایالت معروف مرکزی ایالات متحدۀ آمریکا، کشف شد.

## مناسبت‌ها
- روز جهانی دیابت
- روز جهانی اتاق عمل (تکنولوژی جراحی)

## زادروزها
- ۱۸۴۰ - کلود مونه نقاش فرانسوی و بنیانگذار امپرسیونیسم (دریافتگری)
- ۱۸۸۹ - جواهر لعل نهرو، سیاست‌مدار هندی.
- ۱۹۵۴ - کوندولیزا رایس، سیاستمدار، استاد علوم سیاسی و شصت‌وششمین وزیر امور خارجۀ ایالات متحدۀ آمریکا و دومین وزیر این سمت در کابینهٔ دولت جورج دبلیو بوش.
- ۱۹۵۴ - یانی، نوازندۀ کیبورد و پیانو و آهنگ‌ساز یونانی.

## مرگ‌ها
- ۱۵۰۵ - ابن فرفور دمشقی، قاضی، فقیه شافعی و شاعر شامی .
- ۱۷۱۶ - گوتفرید لایبنیتز، ریاضی‌دان و فیلسوف آلمانی.
- ۱۹۶۶ - سعید نفیسی، نویسنده و ادیب ایرانی.
- ۱۹۹۲ – دانت جانلو، دوچرخه‌سوار اهل فرانسه (ز. ۱۹۱۲)

## پپوندهای خارجی
- BBC: On This Day